# Ling Liong Sik
Ling Liong Sik (Perak, 18 september 1943) is een Chinees-Maleisische politicus. Hij is vroeger voorzitter geweest van Malaysian Chinese Association. In 1966 studeerde hij af aan de Nationale Universiteit van Singapore.
Op 4 februari 1988 werd Ling Liong Sik tot 16 februari van hetzelfde jaar aangesteld als overgangspremier van Maleisië.
Op 27 oktober 2015 heeft de Maleisische premier Najib Razak een rechtszaak aangespannen tegen Ling Liong Sik wegens laster. Hij beweerde in de klacht dat Ling Liong Sik hem beschuldigde van het misbruiken van 1MDB-fondsen voor lasterlijke opmerkingen op 3 oktober van dat jaar, die op nieuwswebsites werden gepubliceerd. Op 22 mei 2018 trok Najib de rechtszaak in en stemde ermee in een vergoeding van RM 25.000 te betalen.